# Patrimonio naturale e culturale della regione di Ocrida
Il patrimonio naturale e culturale della regione di Ocrida è un sito del patrimonio mondiale dell'UNESCO, il primo della Macedonia del Nord ad aver ricevuto questo riconoscimento.

## Storia
La regione di Ocrida è stata inserita nella lista dei patrimoni dell'umanità nel 1979 per il suo grande interesse naturale. È infatti rifugio di un grandissimo numero di specie animali e vegetali, alcune delle quali in via di estinzione nel resto del mondo. Il lago di Ocrida, che ospita numerose specie endemiche, è anche considerato il lago più antico d'Europa.
Nel 1980 il perimetro del sito UNESCO è stato esteso per proteggere anche la ricchezza culturale e storica della regione, che è uno dei più antichi insediamenti umani in Europa e ha un gran numero di monumenti bizantini. La città di Ocrida, capitale turistica della Macedonia del Nord, soprannominata la "Gerusalemme macedone", è un luogo saliente del cristianesimo ortodosso.
A partire dal 2019 il sito comprende anche la sponda del lago di Ocrida situata in Albania e, a nord-ovest del lago, la piccola penisola di Lin, nonché la striscia di terra lungo la riva che collega la penisola al confine con la Macedonia. Su questa penisola si trovano i resti di una cappella cristiana fondata a metà del VI secolo. Nelle acque basse in prossimità delle sponde del lago, tre siti testimoniano la presenza di palafitte preistoriche.

## Galleria d'immagini

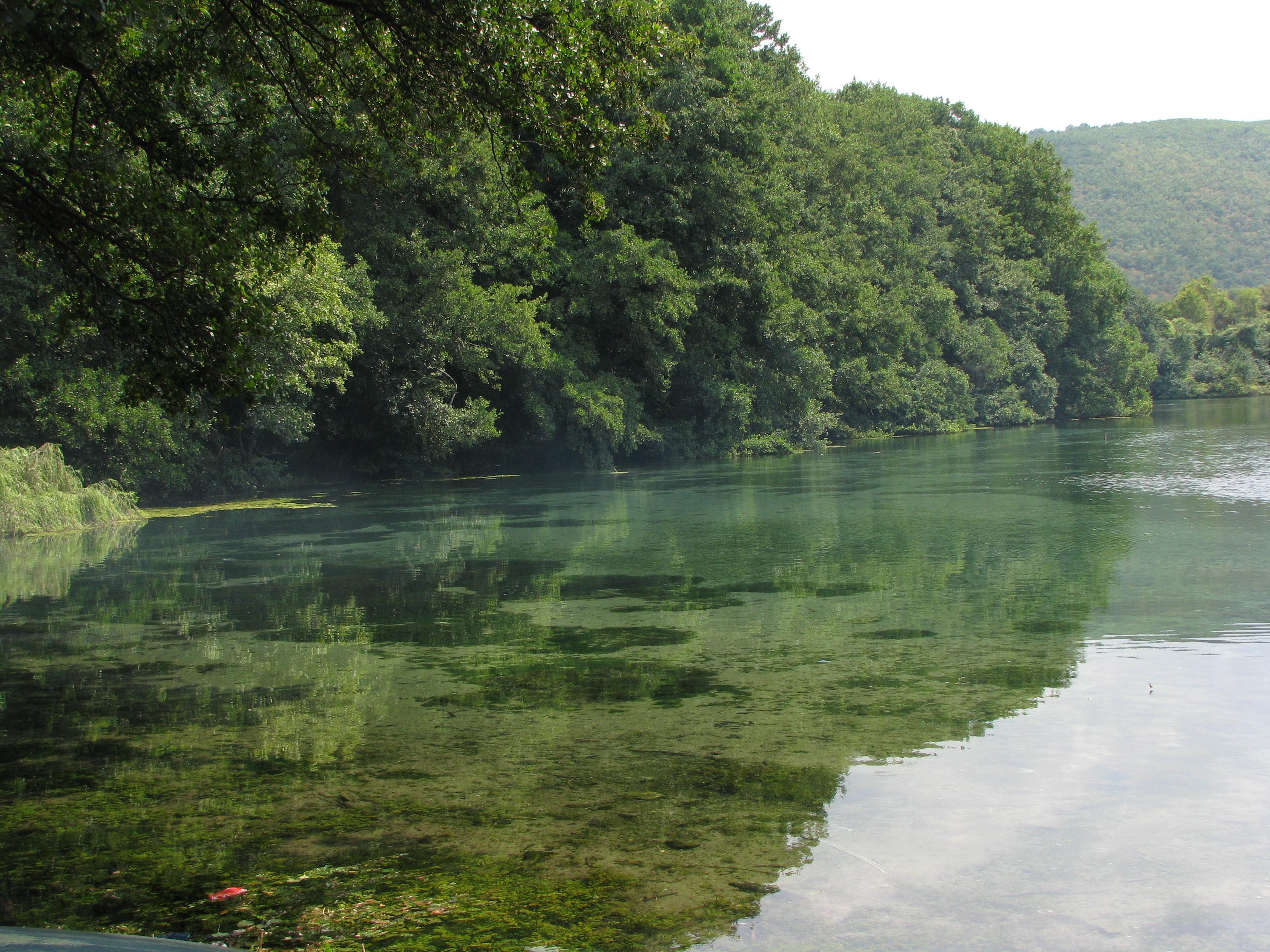
Una riva del lago di Ocrida
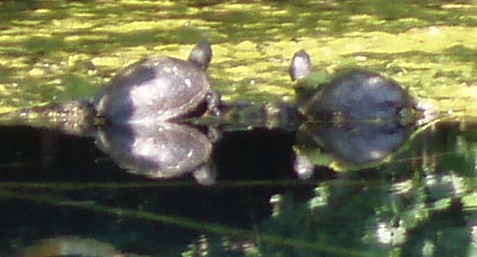
Tartarughe sulla sponda del lago
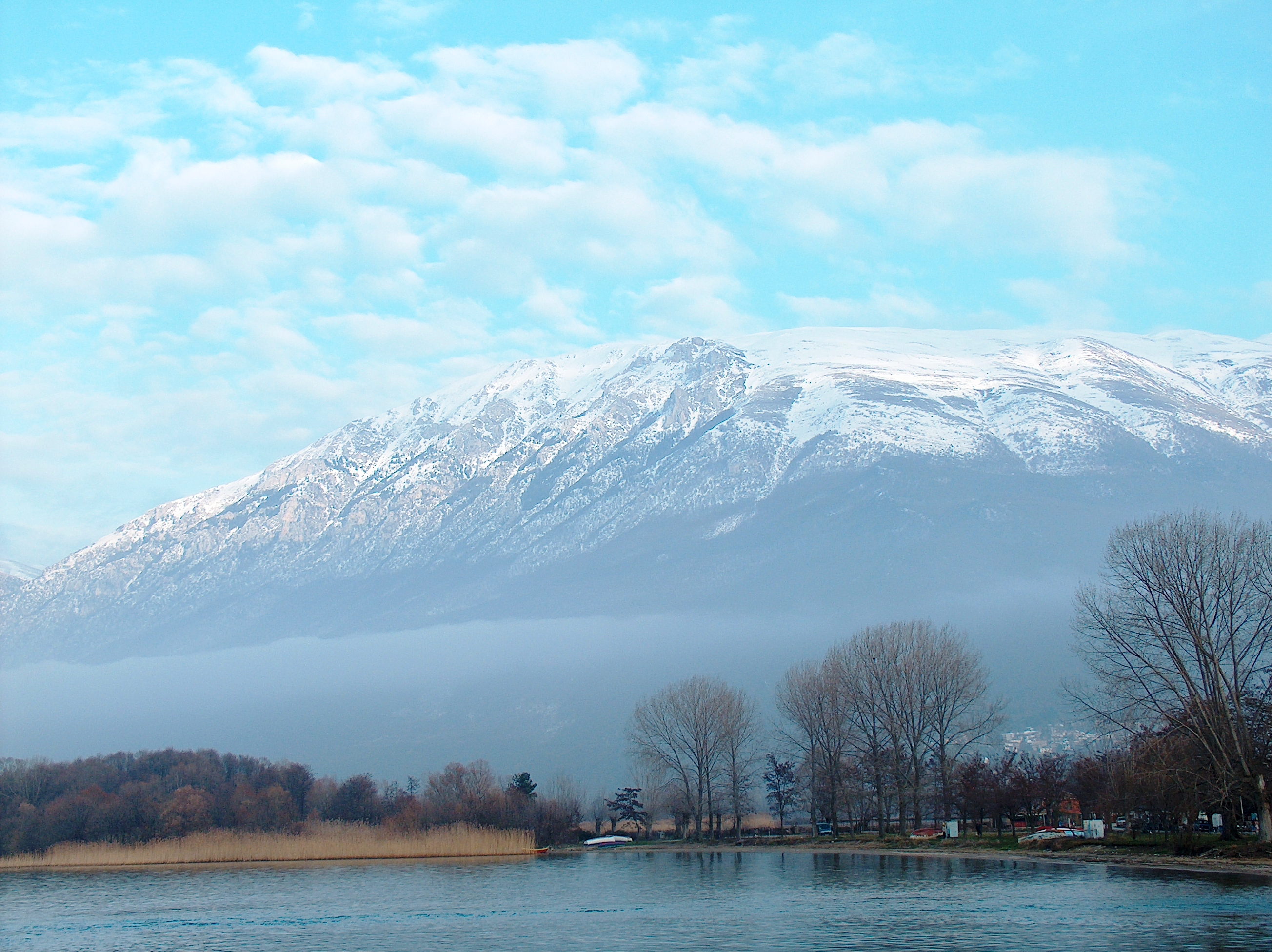
Il lago e il massiccio della Galičica
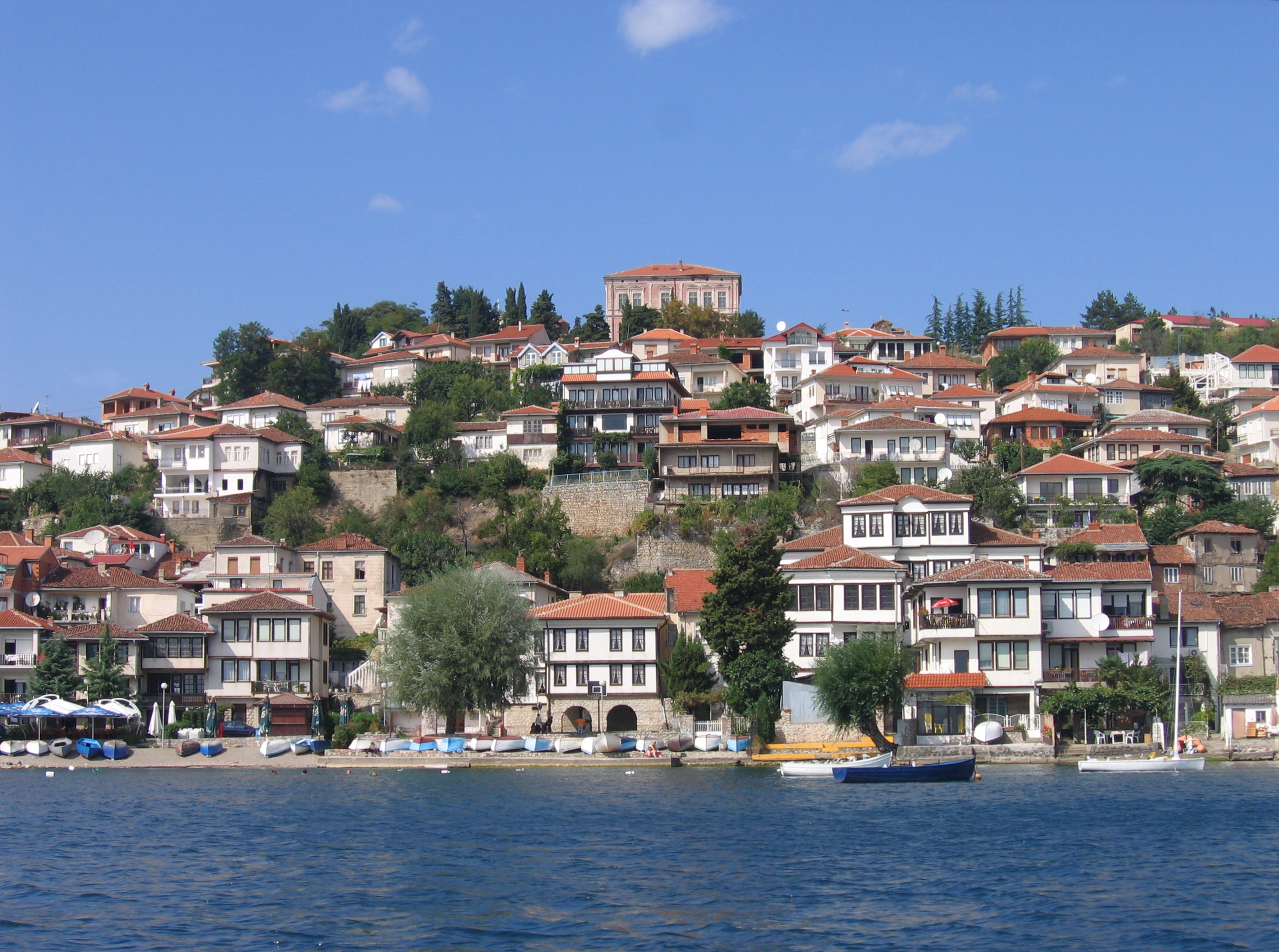
La città vecchia di Ocrida sulla riva del lago
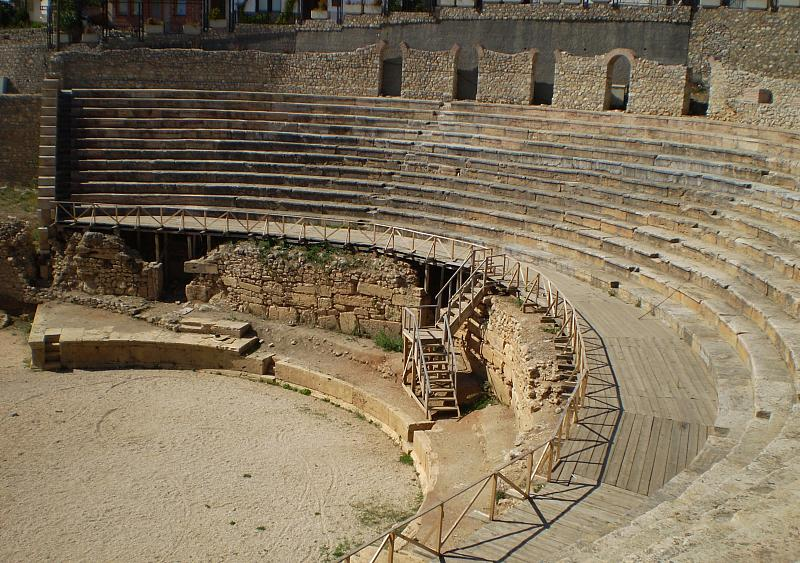
Il teatro antico di Ocrida
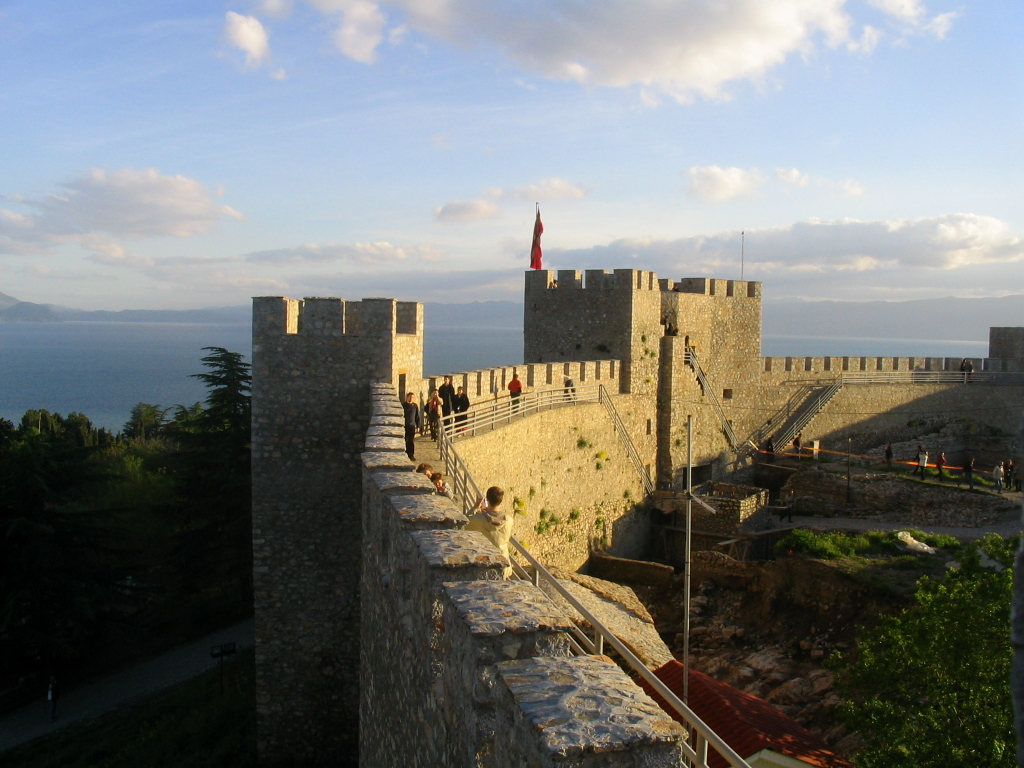
La Fortezza di Samuele
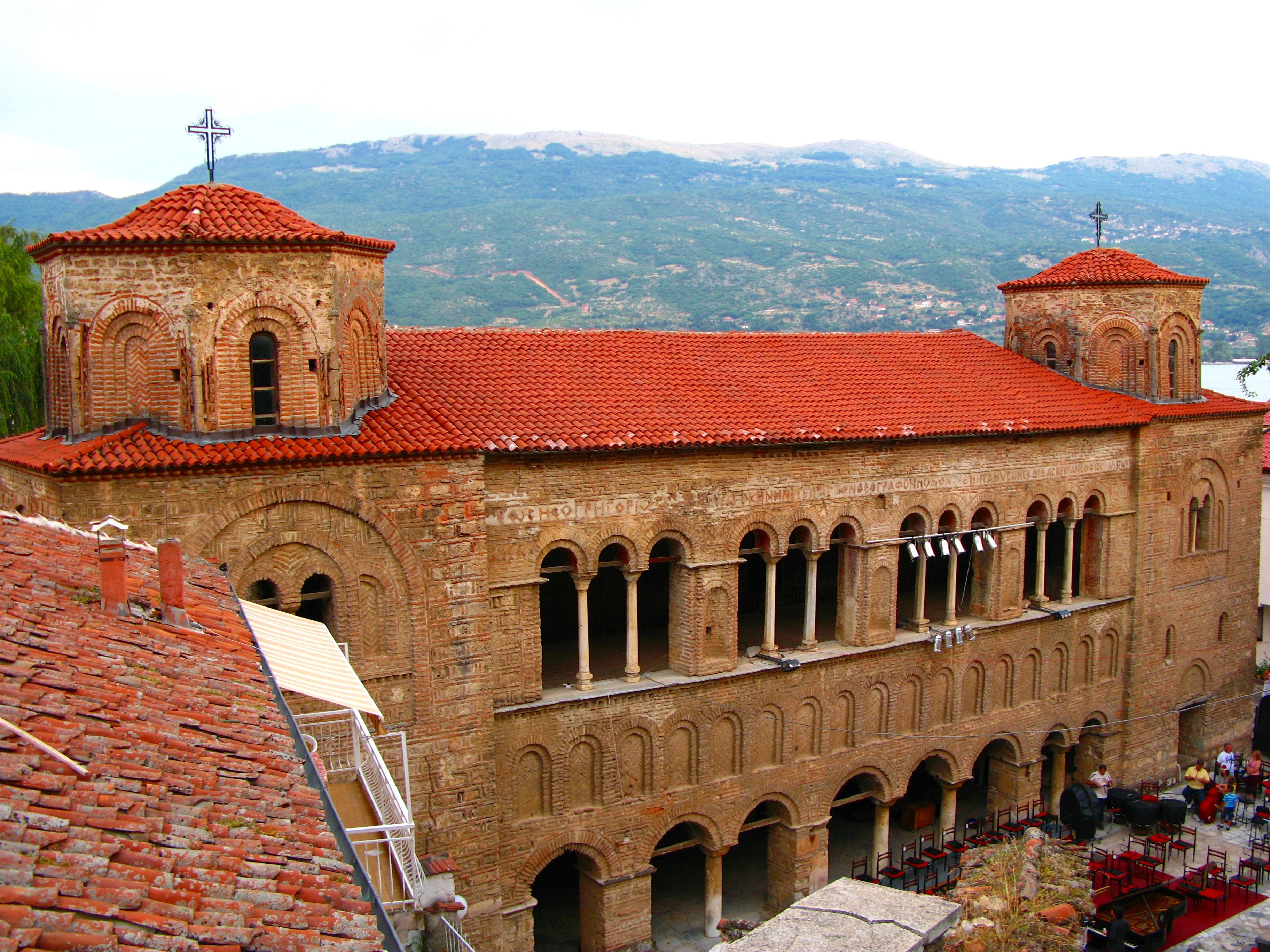
La Cattedrale di Santa Sofia (Ocrida)
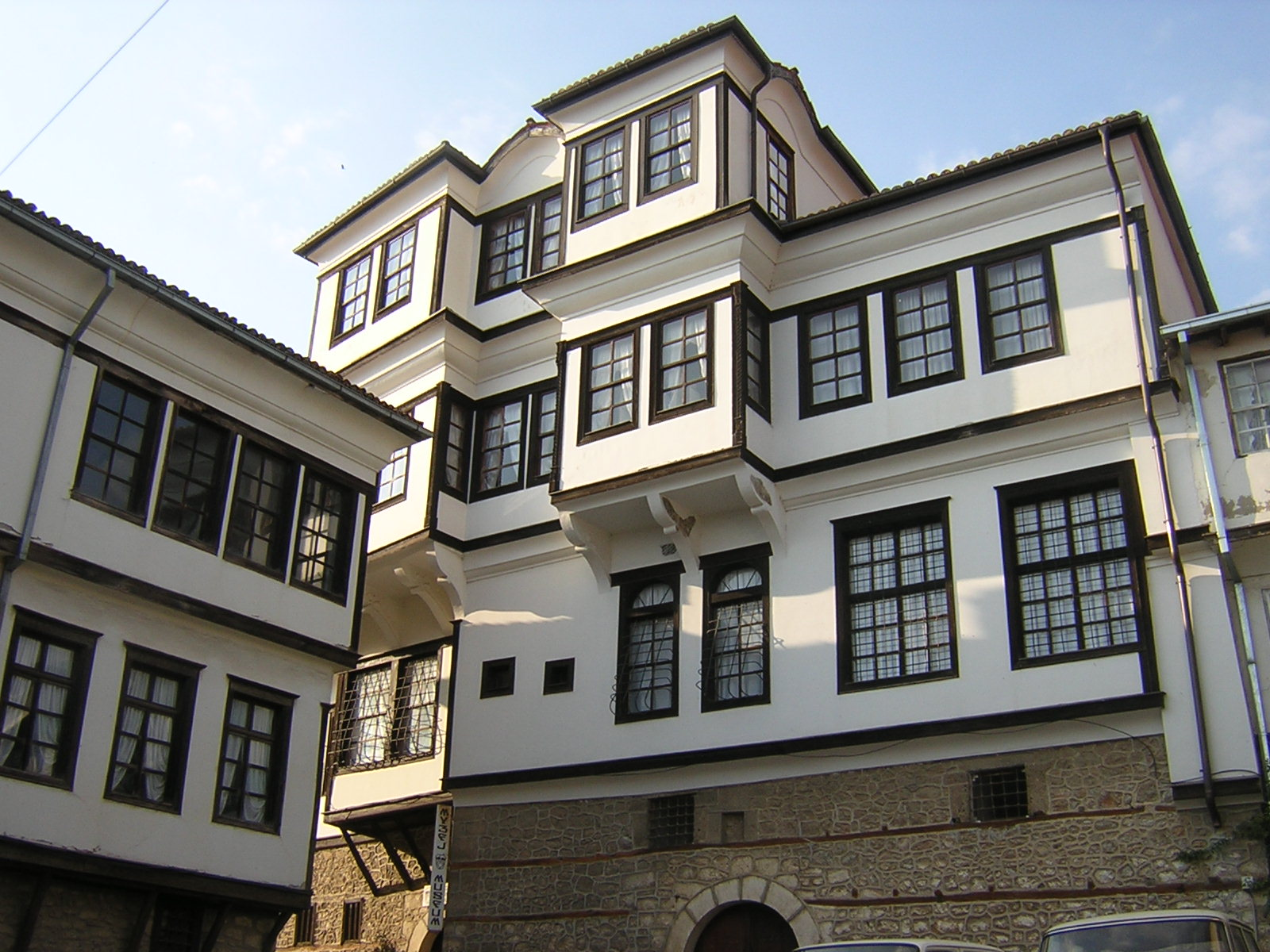
La Casa dei Robev a Ocrida
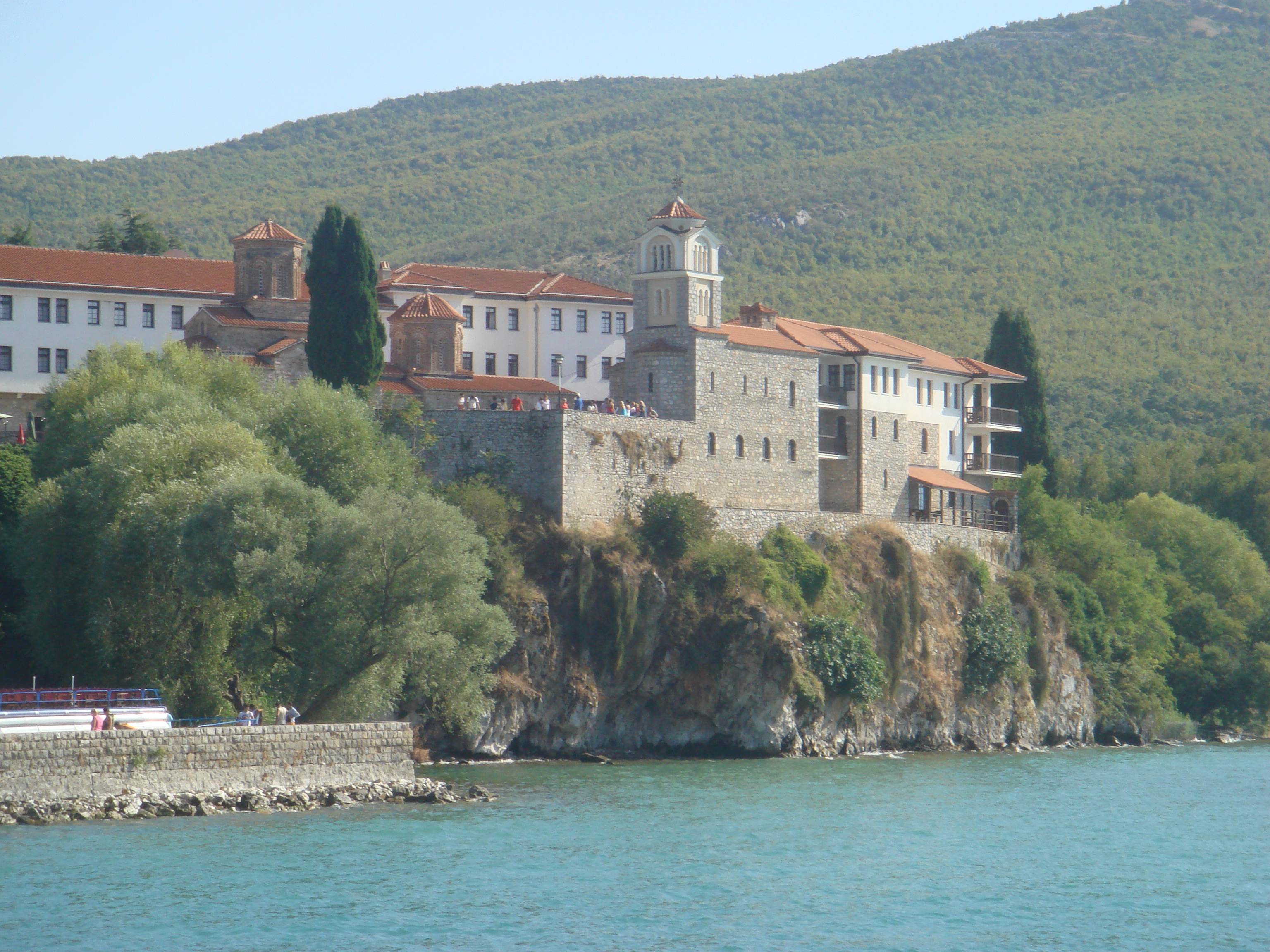
Il monastero di San Naum
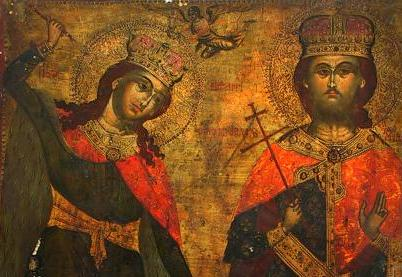
Un'icona del monastero
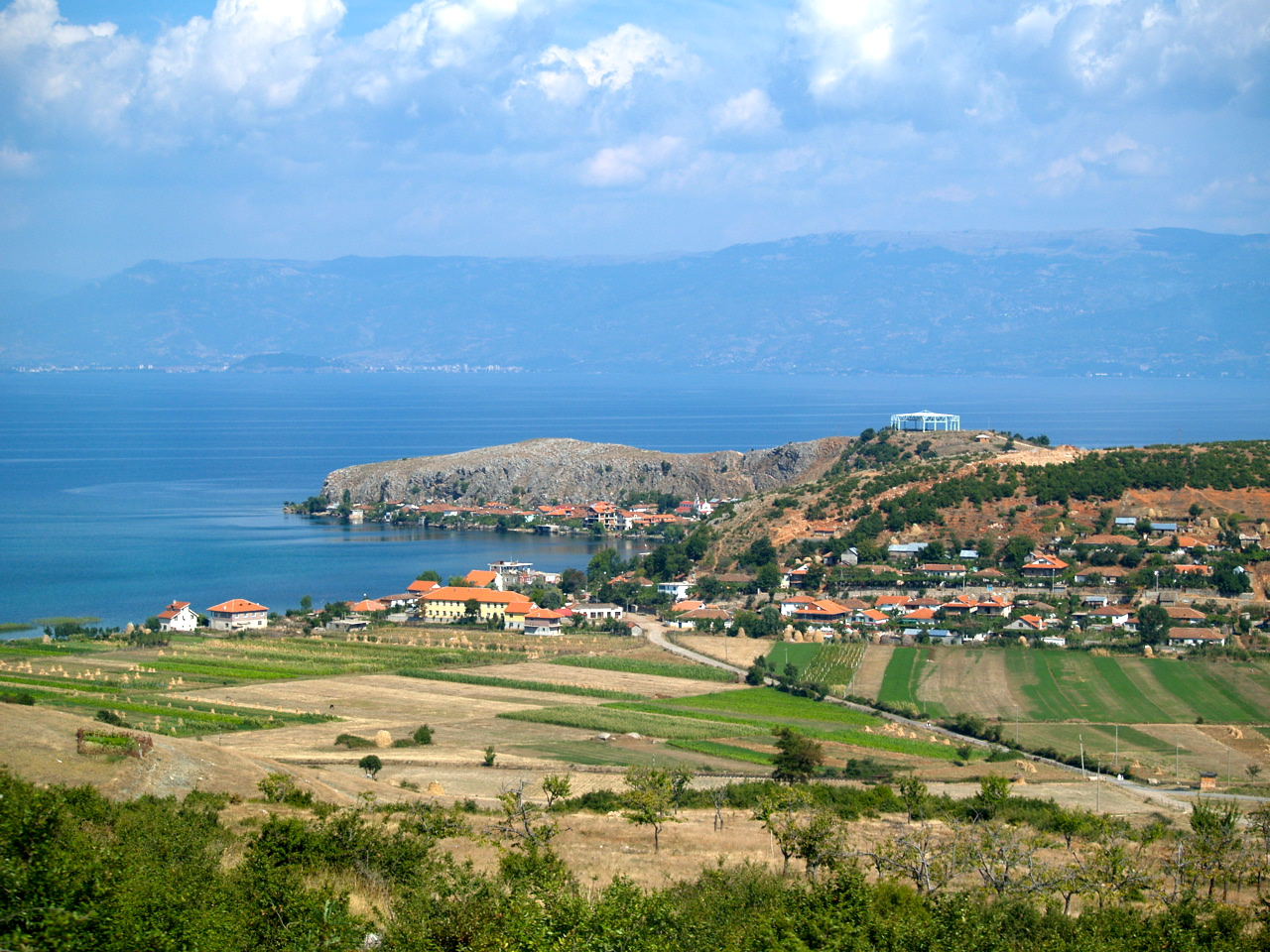
Veduta del lago e della penisola di Lin